# Aavaviken
Aavaviken is een baai binnen de Zweedse gemeente Haparanda. De baai ligt ten zuidwesten van West Nikkala. De baai ontvangt haar water van de Aavajoki. In de baai ligt een aantal eilanden. De baai wordt aan de westzijde begrensd door een aantal eilanden, waarover weg naar Seskarö loopt. Uiteindelijk mondt de baai uit in de Botnische Golf.